# Cambra fosca (sexualitat)
|  | No s'ha de confondre amb Cambra fosca (habitació). |

Una cambra fosca és una habitació o sala amb il·luminació molt baixa o totalment fosca que hi ha a certes sales d'alguns locals públics (discoteques, bars o saunes, especialment els destinats a un públic homosexual) en les quals els clients mantenen trobades sexuals de forma anònima amb desconeguts. Aquesta accepció no està recollida al Diccionari General de la Llengua Catalana, però el seu ús és molt freqüent i apareix registrada en texts sanitaris oficials, obres lexicogràfiques, literàries, o periodístiques.

## Origen
Al segle xviii es té notícia de l'existència a Londres de llocs de trobades per a homosexuals (coneguts com a molly houses) amb habitacions per a trobades sexuals. que podrien considerar-se com a precedents dels bars gais.
Les primeres cambres fosques (darkrooms o backrooms en anglès) van aparèixer als Estats Units als anys 60, en locals, sobretot bars, destinats a un públic homosexual. Va ser una de les manifestacions de l'anomenada revolució sexual. La condemna religiosa i social a les relacions homosexuals explica l'aparició d'aquests llocs on s'aconseguien trobades eròtiques ràpides i generalment anònimes en un ambient que afavoria la desinhibició. Per a alguns autors, la cambra fosca representa una mena de recuperació moderna de les orgies de l'Antiguitat, en les quals el sexe deixava de ser una cosa íntima i esdevenia una manifestació col·lectiva. L'aparició de la sida i la seva transformació en una pandèmia mundial va afectar notablement aquesta classe de pràctiques, sobretot als EUA.

## Estat espanyol
Va ser especialment famosa la cambra fosca de la discoteca Martin's de Barcelona, que Guasch i Vélez-Pelligrin (2008) qualifiquen de gran laboratori de l'experimentació sexual. A Madrid, la cambra fosca del bar Strong era considerada un dels majors d'Europa.